# إيملي برنس
إيملي برنس (بالإنجليزية: Emily Prince)‏ هي فنانة أمريكية، ولدت في 1981.